# 2012-es női vízilabda-Európa-bajnokság
A 2012-es női vízilabda-Európa-bajnokság a 14. volt a női Európa-bajnokságok történetében. A tornát Hollandiában, Eindhovenben rendezték 2012. január 18. – január 28. között, a férfi Eb-vel egyidőben. A címvédő az orosz vízilabda-válogatott volt. Az Európa-bajnokságot az olasz csapat nyerte, amelynek ez volt az ötödik Eb-címe. A magyar válogatott bronzérmet szerzett.
Az Európa-bajnokság helyszínéről 2009. szeptember 20-án döntött az Európai Úszószövetség (LEN) Koppenhágában. A rendezésre Spanyolország és Montenegró is pályázott.
A 2012. évi nyári olimpiai játékokon, a rendező jogán induló Nagy-Britanniát kivéve, öt csapat erről a tornáról tudott részvételi jogot szerezni a 2012-es trieszti olimpiai selejtezőre.

## Selejtezők
| Színmagyarázat                                                  |
| --------------------------------------------------------------- |
| A csoportok első két helyezettje kijutott az Európa-bajnokságra |
| A csoportok harmadik és negyedik helyezettje kiesett            |

### A csoport
| Csapat        | M | Gy | D | V | G+  | G–  | Gk   | P  |
| ------------- | - | -- | - | - | --- | --- | ---- | -- |
| Magyarország  | 6 | 6  | 0 | 0 | 115 | 52  | +63  | 18 |
| Németország   | 6 | 4  | 0 | 2 | 116 | 65  | +51  | 12 |
| Franciaország | 6 | 2  | 0 | 4 | 67  | 72  | -5   | 6  |
| Szlovákia     | 6 | 0  | 0 | 6 | 39  | 148 | -109 | 0  |

### B csoport
| Csapat         | M | Gy | D | V | G+  | G–  | Gk  | P  |
| -------------- | - | -- | - | - | --- | --- | --- | -- |
| Spanyolország  | 6 | 6  | 0 | 0 | 115 | 32  | +83 | 18 |
| Nagy-Britannia | 6 | 4  | 0 | 2 | 94  | 43  | +51 | 12 |
| Ukrajna        | 6 | 2  | 0 | 4 | 57  | 93  | -36 | 6  |
| Izrael         | 6 | 0  | 0 | 6 | 24  | 122 | -98 | 0  |

## Európa-bajnokság

### Sorsolás
Az Európa-bajnokság csoportbeosztását 2011. november 11-én sorsolták Eindhovenben. A 8 csapatot 4 kalapban helyezték el.
| 1. kalap (a 2010-es Eb első két helyezettje) | 2. kalap (a 2012-es Eb rendezője és a 2010-es Eb 4. helyezettje) | 3. kalap (a 2012-es Eb selejtező csoportjainak győztesei) | 4. kalap (a 2012-es Eb selejtező csoportjainak második helyezettjei) |
| -------------------------------------------- | ---------------------------------------------------------------- | --------------------------------------------------------- | -------------------------------------------------------------------- |
| Oroszország                                  | Hollandia                                                        | Spanyolország                                             | Németország                                                          |
| Görögország                                  | Olaszország                                                      | Magyarország                                              | Nagy-Britannia                                                       |

### Lebonyolítás
A tornán 8 ország válogatottja vett részt. A csapatokat 2 darab 4 csapatból álló csoportokba sorsolták. A csoporton belül körmérkőzéses lebonyolítás döntötte el a csoportok végeredményét. A csoportmérkőzések után az első helyezettek közvetlenül az elődöntőbe kerültek. A második és harmadik helyezettek egy mérkőzést játszottak az elődöntőbe jutásért. Az elődöntő győztesei játszották a döntőt, a vesztesek a bronzéremért mérkőzhettek. A csoportkör negyedik helyezettjei a 7. helyért játszottak.

### Csoportkör
| Színmagyarázat                                                                                   |
| ------------------------------------------------------------------------------------------------ |
| A csoportok első helyezettjei bejutottak az elődöntőbe.                                          |
| A csoportok második és harmadik helyezettjei a 4 közé jutásért egy további mérkőzést játszottak. |
| A csoportok negyedik helyezettjei a 7. helyért mérkőztek.                                        |

Minden időpont közép-európai idő szerint van feltüntetve.

#### A csoport
| Csapat         | M | Gy | D | V | G+ | G– | Gk  | P |
| -------------- | - | -- | - | - | -- | -- | --- | - |
| Oroszország    | 3 | 3  | 0 | 0 | 38 | 29 | +9  | 9 |
| Magyarország   | 3 | 2  | 0 | 1 | 37 | 29 | +8  | 6 |
| Hollandia      | 3 | 1  | 0 | 2 | 30 | 26 | +4  | 3 |
| Nagy-Britannia | 3 | 0  | 0 | 3 | 25 | 46 | –21 | 0 |

| 2012. január 18. 16:00 | Nagy-Britannia       | 9–19        | Magyarország | Pieter van den Hoogenband uszoda, Eindhoven Nézőszám: 350 Játékvezetők: Mauss (GER), Grandin (FRA) |
| 2012. január 18. 16:00 | (1–4, 3–4, 3–7, 2–4) |             |              | Pieter van den Hoogenband uszoda, Eindhoven Nézőszám: 350 Játékvezetők: Mauss (GER), Grandin (FRA) |
| 2012. január 18. 16:00 | McKenn, Gibson 2     | Jegyzőkönyv | Keszthelyi 5 | Pieter van den Hoogenband uszoda, Eindhoven Nézőszám: 350 Játékvezetők: Mauss (GER), Grandin (FRA) |

| 2012. január 18. 19:00 | Hollandia            | 10–11       | Oroszország | Pieter van den Hoogenband uszoda, Eindhoven Nézőszám: 1500 Játékvezetők: Koryzna (POL), Peris (CRO) |
| 2012. január 18. 19:00 | (2–3, 5–3, 2–2, 1–3) |             |             | Pieter van den Hoogenband uszoda, Eindhoven Nézőszám: 1500 Játékvezetők: Koryzna (POL), Peris (CRO) |
| 2012. január 18. 19:00 | van Belkum 6         | Jegyzőkönyv | Liszunova 4 | Pieter van den Hoogenband uszoda, Eindhoven Nézőszám: 1500 Játékvezetők: Koryzna (POL), Peris (CRO) |

| 2012. január 20. 16:00 | Oroszország          | 15–10       | Nagy-Britannia  | Pieter van den Hoogenband uszoda, Eindhoven Nézőszám: 400 Játékvezetők: Mauss (GER), Alexandrescu (ROU) |
| 2012. január 20. 16:00 | (6–2, 3–2, 1–3, 5–3) |             |                 | Pieter van den Hoogenband uszoda, Eindhoven Nézőszám: 400 Játékvezetők: Mauss (GER), Alexandrescu (ROU) |
| 2012. január 20. 16:00 | Fedotova 4           | Jegyzőkönyv | három játékos 2 | Pieter van den Hoogenband uszoda, Eindhoven Nézőszám: 400 Játékvezetők: Mauss (GER), Alexandrescu (ROU) |

| 2012. január 20. 19:00 | Magyarország         | 9–8         | Hollandia    | Pieter van den Hoogenband uszoda, Eindhoven Nézőszám: 1250 Játékvezetők: Stavridis (GRE), Gomez (ITA) |
| 2012. január 20. 19:00 | (4–4, 1–1, 1–3, 3–0) |             |              | Pieter van den Hoogenband uszoda, Eindhoven Nézőszám: 1250 Játékvezetők: Stavridis (GRE), Gomez (ITA) |
| 2012. január 20. 19:00 | Szűcs, Keszthelyi 2  | Jegyzőkönyv | van Belkum 3 | Pieter van den Hoogenband uszoda, Eindhoven Nézőszám: 1250 Játékvezetők: Stavridis (GRE), Gomez (ITA) |

| 2012. január 22. 16:00 | Hollandia            | 12–6        | Nagy-Britannia     | Pieter van den Hoogenband uszoda, Eindhoven Nézőszám: 1700 Játékvezetők: Mauss (GER), Grandinf (FRA) |
| 2012. január 22. 16:00 | (1–2, 5–3, 4–1, 2–0) |             |                    | Pieter van den Hoogenband uszoda, Eindhoven Nézőszám: 1700 Játékvezetők: Mauss (GER), Grandinf (FRA) |
| 2012. január 22. 16:00 | van Belkum 5         | Jegyzőkönyv | McCann, Leighton 2 | Pieter van den Hoogenband uszoda, Eindhoven Nézőszám: 1700 Játékvezetők: Mauss (GER), Grandinf (FRA) |

| 2012. január 22. 17:30 | Magyarország         | 9–12        | Oroszország         | Pieter van den Hoogenband uszoda, Eindhoven Nézőszám: 1500 Játékvezetők: Gomez (ITA), Brguljan (MNE) |
| 2012. január 22. 17:30 | (1–3, 5–4, 1–4, 2–1) |             |                     | Pieter van den Hoogenband uszoda, Eindhoven Nézőszám: 1500 Játékvezetők: Gomez (ITA), Brguljan (MNE) |
| 2012. január 22. 17:30 | Keszthelyi 4         | Jegyzőkönyv | Fedotova, Ivanova 3 | Pieter van den Hoogenband uszoda, Eindhoven Nézőszám: 1500 Játékvezetők: Gomez (ITA), Brguljan (MNE) |

#### B csoport
| Csapat        | M | Gy | D | V | G+ | G– | Gk  | P |
| ------------- | - | -- | - | - | -- | -- | --- | - |
| Görögország   | 3 | 3  | 0 | 0 | 30 | 21 | +9  | 9 |
| Olaszország   | 3 | 2  | 0 | 1 | 42 | 33 | +9  | 6 |
| Spanyolország | 3 | 1  | 0 | 2 | 39 | 35 | +4  | 3 |
| Németország   | 3 | 0  | 0 | 3 | 30 | 52 | –22 | 0 |

| 2012. január 18. 17:30 | Spanyolország        | 22–12       | Németország | Pieter van den Hoogenband uszoda, Eindhoven Nézőszám: 500 Játékvezetők: Dutilh (NED), Stajkovic (MKD) |
| 2012. január 18. 17:30 | (7–3, 3–3, 7–4, 5–2) |             |             | Pieter van den Hoogenband uszoda, Eindhoven Nézőszám: 500 Játékvezetők: Dutilh (NED), Stajkovic (MKD) |
| 2012. január 18. 17:30 | Gracia 6             | Jegyzőkönyv | Zollner 3   | Pieter van den Hoogenband uszoda, Eindhoven Nézőszám: 500 Játékvezetők: Dutilh (NED), Stajkovic (MKD) |

| 2012. január 18. 20:30 | Görögország          | 10–9        | Olaszország     | Pieter van den Hoogenband uszoda, Eindhoven Nézőszám: 600 Játékvezetők: Fekete (HUN), Detko (GBR) |
| 2012. január 18. 20:30 | (2–2, 2–0, 3–3, 3–4) |             |                 | Pieter van den Hoogenband uszoda, Eindhoven Nézőszám: 600 Játékvezetők: Fekete (HUN), Detko (GBR) |
| 2012. január 18. 20:30 | Antonakou 3          | Jegyzőkönyv | Abbate, Cotti 2 | Pieter van den Hoogenband uszoda, Eindhoven Nézőszám: 600 Játékvezetők: Fekete (HUN), Detko (GBR) |

| 2012. január 20. 17:30 | Németország          | 6–12        | Görögország | Pieter van den Hoogenband uszoda, Eindhoven Nézőszám: 800 Játékvezetők: Dutilh (NED), Koganov (AZB) |
| 2012. január 20. 17:30 | (2–3, 1–3, 1–3, 2–3) |             |             | Pieter van den Hoogenband uszoda, Eindhoven Nézőszám: 800 Játékvezetők: Dutilh (NED), Koganov (AZB) |
| 2012. január 20. 17:30 | Zöllner 2            | Jegyzőkönyv | Gerolymou 5 | Pieter van den Hoogenband uszoda, Eindhoven Nézőszám: 800 Játékvezetők: Dutilh (NED), Koganov (AZB) |

| 2012. január 20. 20:30 | Olaszország          | 15–11       | Spanyolország | Pieter van den Hoogenband uszoda, Eindhoven Nézőszám: 500 Játékvezetők: Peris (CRO), Brguljan (MNE) |
| 2012. január 20. 20:30 | (4–3, 4–1, 3–3, 4–4) |             |               | Pieter van den Hoogenband uszoda, Eindhoven Nézőszám: 500 Játékvezetők: Peris (CRO), Brguljan (MNE) |
| 2012. január 20. 20:30 | Emmolo 4             | Jegyzőkönyv | Pareja 4      | Pieter van den Hoogenband uszoda, Eindhoven Nézőszám: 500 Játékvezetők: Peris (CRO), Brguljan (MNE) |

| 2012. január 22. 19:00 | Németország          | 12–18       | Olaszország | Pieter van den Hoogenband uszoda, Eindhoven Nézőszám: 700 Játékvezetők: Stajkovic (MKD), Alexandrescu (ROU) |
| 2012. január 22. 19:00 | (3–4, 3–7, 3–4, 3–3) |             |             | Pieter van den Hoogenband uszoda, Eindhoven Nézőszám: 700 Játékvezetők: Stajkovic (MKD), Alexandrescu (ROU) |
| 2012. január 22. 19:00 | Blomenkamp 5         | Jegyzőkönyv | Bianconi 4  | Pieter van den Hoogenband uszoda, Eindhoven Nézőszám: 700 Játékvezetők: Stajkovic (MKD), Alexandrescu (ROU) |

| 2012. január 22. 20:30 | Görögország          | 8–6         | Spanyolország | Pieter van den Hoogenband uszoda, Eindhoven Játékvezetők: Vogel (HUN), Levin (ISR) |
| 2012. január 22. 20:30 | (3–0, 0–3, 3–1, 2–2) |             |               | Pieter van den Hoogenband uszoda, Eindhoven Játékvezetők: Vogel (HUN), Levin (ISR) |
| 2012. január 22. 20:30 | három játékos 2      | Jegyzőkönyv | Tarragó 4     | Pieter van den Hoogenband uszoda, Eindhoven Játékvezetők: Vogel (HUN), Levin (ISR) |

### Rájátszás
|  |              |               |              |              |              |            |              |             |             |             |               |               |               |
|  | Negyeddöntők | Negyeddöntők  | Negyeddöntők |              |              | Elődöntők  | Elődöntők    | Elődöntők   |             |             | Döntő         | Döntő         | Döntő         |
|  | Negyeddöntők | Negyeddöntők  | Negyeddöntők |              |              | Elődöntők  | Elődöntők    | Elődöntők   |             |             | Döntő         | Döntő         | Döntő         |
|  | január 24.   | január 24.    | január 24.   | január 26.   | január 26.   | január 26. |              |             |             |             |               |               |               |
|  | január 24.   | január 24.    | január 24.   | január 26.   | január 26.   | január 26. |              |             |             |             |               |               |               |
|  | A2           | Magyarország  | 11           | B1           | Görögország  | 14         |              |             |             |             |               |               |               |
|  | A2           | Magyarország  | 11           | B1           | Görögország  | 14         |              |             |             |             |               |               |               |
|  | B3           | Spanyolország | 9            |              |              |            | Magyarország | 12          |             |             | január 28.    | január 28.    | január 28.    |
|  | B3           | Spanyolország | 9            |              |              |            | Magyarország | 12          |             |             | január 28.    | január 28.    | január 28.    |
|  |              |               |              |              |              |            | Görögország  | Görögország | 10          |             |               |               |               |
|  |              |               |              |              |              |            | Görögország  | Görögország | 10          |             |               |               |               |
|  | január 24.   | január 24.    | január 24.   | január 26.   | január 26.   | január 26. |              |             | Olaszország | Olaszország | 13            |               |               |
|  | január 24.   | január 24.    | január 24.   | január 26.   | január 26.   | január 26. |              |             | Olaszország | Olaszország | 13            |               |               |
|  | B2           | Olaszország   | 13 (4)       | A1           | Oroszország  | 12         |              |             |             |             |               |               |               |
|  | B2           | Olaszország   | 13 (4)       | A1           | Oroszország  | 12         |              |             |             |             |               |               |               |
|  | A3           | Hollandia     | 13 (2)       |              |              |            | Olaszország  | 13          |             |             | Bronzmérkőzés | Bronzmérkőzés | Bronzmérkőzés |
|  | A3           | Hollandia     | 13 (2)       |              |              |            | Olaszország  | 13          |             |             | Bronzmérkőzés | Bronzmérkőzés | Bronzmérkőzés |
|  |              |               |              |              |              |            | január 28.   |             |             |             |               |               |               |
|  |              |               |              |              |              |            |              |             |             |             |               |               |               |
|  |              |               |              | Magyarország | Magyarország | 9          |              |             |             |             |               |               |               |
|  |              |               |              | Magyarország | Magyarország | 9          |              |             |             |             |               |               |               |
|  |              |               |              | Oroszország  | Oroszország  | 8          |              |             |             |             |               |               |               |
|  |              |               |              | Oroszország  | Oroszország  | 8          |              |             |             |             |               |               |               |
|  |              |               |              |              |              |            |              |             |             |             |               |               |               |

#### Negyeddöntők
| 14. mérkőzés 2012. január 24. 19:00 | Magyarország         | 11–9        | Spanyolország  | Pieter van den Hoogenband uszoda, Eindhoven Nézőszám: 900 Játékvezetők: Spiegel (GER), Koryzna (POL) |
| 14. mérkőzés 2012. január 24. 19:00 | (5–2, 3–1, 2–2, 1–4) |             |                | Pieter van den Hoogenband uszoda, Eindhoven Nézőszám: 900 Játékvezetők: Spiegel (GER), Koryzna (POL) |
| 14. mérkőzés 2012. január 24. 19:00 | Szűcs 3              | Jegyzőkönyv | Pareja, Peña 3 | Pieter van den Hoogenband uszoda, Eindhoven Nézőszám: 900 Játékvezetők: Spiegel (GER), Koryzna (POL) |

| 15. mérkőzés 2012. január 24. 20:30 | Olaszország                    | 13–13 (h. u.) | Hollandia           | Pieter van den Hoogenband uszoda, Eindhoven Nézőszám: 1000 Játékvezetők: Brguljan (MNE), Golijanin (SRB) |
| 15. mérkőzés 2012. január 24. 20:30 | (4–3, 2–2, 2–2, 3–4, 1–1, 1–1) |               |                     | Pieter van den Hoogenband uszoda, Eindhoven Nézőszám: 1000 Játékvezetők: Brguljan (MNE), Golijanin (SRB) |
| 15. mérkőzés 2012. január 24. 20:30 | Di Mario 5                     | Jegyzőkönyv   | Vermeer, Klaassen 3 | Pieter van den Hoogenband uszoda, Eindhoven Nézőszám: 1000 Játékvezetők: Brguljan (MNE), Golijanin (SRB) |
| 15. mérkőzés 2012. január 24. 20:30 | Büntetőpárbaj:                 |               |                     | Pieter van den Hoogenband uszoda, Eindhoven Nézőszám: 1000 Játékvezetők: Brguljan (MNE), Golijanin (SRB) |
| 15. mérkőzés 2012. január 24. 20:30 | 4–2                            |               |                     | Pieter van den Hoogenband uszoda, Eindhoven Nézőszám: 1000 Játékvezetők: Brguljan (MNE), Golijanin (SRB) |

#### Elődöntők
| 18. mérkőzés 2012. január 26. 18:00 | Magyarország         | 12–14       | Görögország | Pieter van den Hoogenband uszoda, Eindhoven Nézőszám: 750 Játékvezetők: Peris (CRO), Levin (ISR) |
| 18. mérkőzés 2012. január 26. 18:00 | (2–4, 4–3, 4–3, 2–4) |             |             | Pieter van den Hoogenband uszoda, Eindhoven Nézőszám: 750 Játékvezetők: Peris (CRO), Levin (ISR) |
| 18. mérkőzés 2012. január 26. 18:00 | Szűcs, Bujka 3       | Jegyzőkönyv | Roumpesi 5  | Pieter van den Hoogenband uszoda, Eindhoven Nézőszám: 750 Játékvezetők: Peris (CRO), Levin (ISR) |

| 17. mérkőzés 2012. január 26. 20:00 | Olaszország          | 13–12       | Oroszország | Pieter van den Hoogenband uszoda, Eindhoven Nézőszám: 900 Játékvezetők: Koryzna (POL), Teixido (ESP) |
| 17. mérkőzés 2012. január 26. 20:00 | (2–2, 4–4, 3–2, 4–4) |             |             | Pieter van den Hoogenband uszoda, Eindhoven Nézőszám: 900 Játékvezetők: Koryzna (POL), Teixido (ESP) |
| 17. mérkőzés 2012. január 26. 20:00 | Di Mario 5           | Jegyzőkönyv | Beljajeva 4 | Pieter van den Hoogenband uszoda, Eindhoven Nézőszám: 900 Játékvezetők: Koryzna (POL), Teixido (ESP) |

#### A 7. helyért
| 13. mérkőzés 2012. január 24. 17:30 | Nagy-Britannia                 | 13–11 (h. u.) | Németország           | Pieter van den Hoogenband uszoda, Eindhoven Nézőszám: 300 Játékvezetők: Dutilh (NED), Stajkovic (MKD) |
| 13. mérkőzés 2012. január 24. 17:30 | (2–2, 4–4, 3–1, 1–3, 3–0, 0–1) |               |                       | Pieter van den Hoogenband uszoda, Eindhoven Nézőszám: 300 Játékvezetők: Dutilh (NED), Stajkovic (MKD) |
| 13. mérkőzés 2012. január 24. 17:30 | Snell 4                        | Jegyzőkönyv   | Blomenkamp, Zöllner 3 | Pieter van den Hoogenband uszoda, Eindhoven Nézőszám: 300 Játékvezetők: Dutilh (NED), Stajkovic (MKD) |

#### Az 5. helyért
| 16. mérkőzés 2012. január 26. 16:00 | Spanyolország        | 11–10       | Hollandia     | Pieter van den Hoogenband uszoda, Eindhoven Nézőszám: 900 Játékvezetők: Detko (GBR), Grandin (FRA) |
| 16. mérkőzés 2012. január 26. 16:00 | (3–3, 2–3, 4–3, 2–1) |             |               | Pieter van den Hoogenband uszoda, Eindhoven Nézőszám: 900 Játékvezetők: Detko (GBR), Grandin (FRA) |
| 16. mérkőzés 2012. január 26. 16:00 | Pareja, López 4      | Jegyzőkönyv | Hakhverdian 3 | Pieter van den Hoogenband uszoda, Eindhoven Nézőszám: 900 Játékvezetők: Detko (GBR), Grandin (FRA) |

#### Bronzmérkőzés
| 19. mérkőzés 2012. január 28. 14:15 | Magyarország         | 9–8         | Oroszország | Pieter van den Hoogenband uszoda, Eindhoven Nézőszám: 1500 Játékvezetők: Bianchi (ITA), Mauss (GER) |
| 19. mérkőzés 2012. január 28. 14:15 | (6–2, 1–3, 1–2, 2–3) |             |             | Pieter van den Hoogenband uszoda, Eindhoven Nézőszám: 1500 Játékvezetők: Bianchi (ITA), Mauss (GER) |
| 19. mérkőzés 2012. január 28. 14:15 | Keszthelyi 5         | Jegyzőkönyv | Liszunova 3 | Pieter van den Hoogenband uszoda, Eindhoven Nézőszám: 1500 Játékvezetők: Bianchi (ITA), Mauss (GER) |

#### Döntő
| 20. mérkőzés 2012. január 28. 16:00 | Görögország          | 10–13       | Olaszország        | Pieter van den Hoogenband uszoda, Eindhoven Nézőszám: 1800 Játékvezetők: Brguljan (MNE), Golijanin (SRB) |
| 20. mérkőzés 2012. január 28. 16:00 | (1–4, 1–2, 3–4, 5–3) |             |                    | Pieter van den Hoogenband uszoda, Eindhoven Nézőszám: 1800 Játékvezetők: Brguljan (MNE), Golijanin (SRB) |
| 20. mérkőzés 2012. január 28. 16:00 | Asimaki, Roumpesi 3  | Jegyzőkönyv | Abbate, Bianconi 4 | Pieter van den Hoogenband uszoda, Eindhoven Nézőszám: 1800 Játékvezetők: Brguljan (MNE), Golijanin (SRB) |

| A 2012-es női vízilabda-Európa-bajnokság győztese |
| ------------------------------------------------- |
| · Olaszország · 5. cím                            |

### Végeredmény
Magyarország és a hazai csapat eltérő háttérszínnel kiemelve.

| Helyezés | Nemzet         | M | Gy | D | V | G+ | G– | Gk  | P  |
| -------- | -------------- | - | -- | - | - | -- | -- | --- | -- |
| Arany    | Olaszország    | 6 | 5  | 0 | 1 | 81 | 68 | +13 | 15 |
| Ezüst    | Görögország    | 5 | 4  | 0 | 1 | 54 | 46 | +8  | 12 |
| Bronz    | Magyarország   | 6 | 4  | 0 | 2 | 69 | 60 | +9  | 12 |
| 4.       | Oroszország    | 5 | 3  | 0 | 2 | 58 | 51 | +7  | 9  |
| 5.       | Spanyolország  | 5 | 1  | 0 | 4 | 59 | 56 | +3  | 3  |
| 6.       | Hollandia      | 5 | 1  | 0 | 4 | 53 | 50 | +3  | 3  |
|          |                |   |    |   |   |    |    |     |    |
| 7.       | Nagy-Britannia | 4 | 1  | 0 | 3 | 38 | 57 | –19 | 3  |
| 8.       | Németország    | 4 | 0  | 0 | 4 | 41 | 65 | –24 | 0  |